# Werner Aberer

Werner Aberer (2018)

Werner Aberer (* 27. August 1953 in Hohenems, Vorarlberg) ist ein österreichischer Dermatologe und Allergologe, der bis zum 30. September 2018 Vorstand der Universitätsklinik für Dermatologie und Venerologie in Graz war. Aberer ist Autor zahlreicher wissenschaftlicher Publikationen und Leitlinien, er war national wie international in wissenschaftlichen Gesellschaften aktiv.

## Wissenschaftliche Laufbahn
Nach der Matura in Bregenz im Jahr 1971 studierte Aberer an der Universität Innsbruck und wurde 1976 zum Dr. med univ. promoviert. Nach dem Studium arbeitete er als wissenschaftlicher Mitarbeiter am Institut für Biochemische Pharmakologie. 1978 begann er mit der Facharztausbildung zum Dermatologen an der Universitäts-Hautklinik in Innsbruck unter dem Vorstand Klaus Wolff. Dieser wurde 1981 an die Universität Wien zum Vorstand der I. Universitäts-Hautklinik berufen und auch Aberer setzte seine Facharztausbildung in Wien fort. Während der Ausbildung absolvierte er einen Auslandsaufenthalt von 1984 bis 1985 am National Institute of Arthritis and Musculoskeletal and Skin Diseases (NIAMS, National Institutes of Health) in Bethesda in Maryland, USA.
1985 wurde er Facharzt für Dermatologie und Venerologie, 1987 habilitierte er im Fach Dermatologie und Venerologie und war als außerordentlicher Universitätsprofessor von 1987 bis 1993 Leiter der Allergieambulanz an der I. Universitäts-Hautklinik.
1993 wurde er zum Leiter der Abteilung für Umweltdermatologie und Venerologie der Universitäts-Hautklinik in Graz berufen. 1996 gründete er den Grazer Allergietag, der seither jährlich stattfindet. Von 2008 bis 2018 war er Vorstand der Hautklinik in Graz.

## Wissenschaftliche Leistungen
Aberer ist Autor und Co-Autor von 351 wissenschaftlichen Publikationen. Seine Arbeiten wurden über 10.000 mal zitiert. Die am häufigsten zitierte Arbeit stammt aus seiner frühen wissenschaftlichen Arbeitsphase, in der er sich mit Immunzellen der Haut, den sogenannten Langerhans-Zellen, beschäftigte. Die Arbeit „Ultraviolet light depletes surface markers of Langerhans cells“ wurde im Journal of Investigative Dermatology 1981 publiziert und bis dato 447 mal zitiert (Stand: 2018).

## Forschungsschwerpunkte
- Kontaktallergie / Berufsdermatologie
- Medikamentenallergie
- Hereditäres Angioödem
- Insektengiftallergie
- Urtikaria

## Funktionen in wissenschaftlichen Gesellschaften
- ÖGDV – Österreichische Gesellschaft für Dermatologie und Venerologie: Vorstandsmitglied 1993–2018[5]; Präsident 2003–2004
- ÖGAI – Österreichische Gesellschaft für Allergologie und Immunologie: Vorstandsmitglied 1988–1998; Sekretär 1989–1990; Schatzmeister 1990–1996
- ESCD – European Society of Contact Dermatitis: Vorstandsmitglied 1990–1994
- Deutsche Kontaktallergiegruppe der DDG (Deutsche Dermatologische Gesellschaft): Sekretär 1992–1996
- ENDA – European Network on Drug Allergy: Sekretär 2003–2006
- ABD – Arbeitsgemeinschaft für Berufs- und Umweltdermatologie: Vorstandsmitglied 2009–2018[6]
- EADV – European Academy of Dermatology and Venereology: Vorstandsmitglied 2012–2018[7]

## Herausgeberfunktionen in wissenschaftlichen Zeitschriften
- Allergy: 2010–2017 Associate Editor
- Hautarzt: 2003–2017 International Advisory Board
- Dermatologie in Beruf und Umwelt: seit 2000 im Redaktionskollegium[8]
- Allergologie: 2000–2017 Hauptschriftenleitung, seit 2017 Ehrenmitglied der Schriftenleitung[9]

## Ehrungen
- 2014: Ehrenpreis der Arbeitsgruppe Allergologie der ÖGDV[10]
- 2018: Erich Fuchs-Preis des Ärzteverbandes Deutscher Allergologen[11]